# Corps Elite
Corps Elite var ett diskotek som arrangerades på restaurangen Grants Taverna i Stockholm.
Det var en medlemsklubb som startades i december 1965 av östermalmsborna Björn Bieneck och Peter Enström. Corps Elite hyrde i början varje onsdagskväll restaurang Grants Taverna på Strandvägen 5 i Stockholm.
När restaurangens ägare, Källarmästare Grant, såg att klubbverksamheten växte och gav merintäkter gick han 1966 med på att låta diskotekverksamheten flytta till mellan 21:00 och 01:00 fredagskvällar. Medlemmar betalade en medlemsavgift på 10 kronor och en inträdesavgift på 15 kronor. Bland medlemmarna räknades dåvarande kronprinsen, nuvarande Kung Carl XVI Gustaf, advokat Henning Sjöström, skådespelerskan Pia Degermark, liksom ungdomar, oftast mellan 18 och 25 år, vanligen från Östermalm, Djursholm och Lidingö.
Dansmusiken spelades på EP- och LP-skivor av en discjockey på en enkel skivspelare och bestod av just då populära artister som The Beatles, Rolling Stones, Sonny & Cher, Beach Boys, Wilson Pickett, Otis Redding, Supremes, Manfred Mann m. fl. Genom klubbens franskklingande namn hade musiken ofta franska inslag med artister som Françoise Hardy, Johnny Hallyday och Jacques Dutronc.
1967 övertog Björn Bieneck ensam ägandet av Corps Elite som 1970 hade över 1000 medlemmar då Grants Taverna såldes och den nye ägaren inte förnyade kontraktet med klubben. Ett försök att 1971 återuppliva Corps Elite på Strand Hotel blev kortvarigt.

### Fotnoter
1. ↑  Post, Anders; Gunér Anders (2005). Guide till 60-talets Stockholm!: [nostalgi om krogar, nöjen, shopping, händelser och människor för inte så länge sen]. Stockholm: Wahlström & Widstrand. Libris 9709789. ISBN 91-46-21091-1 (inb.)